# Armin Staigis
Armin Staigis (* 9. Dezember 1950 in Krempermoor) ist ein deutscher Offizier (Brigadegeneral a. D.).

## Leben
Staigis trat 1970 als Grundwehrdienstleistender in die Bundeswehr ein. Danach wurde er zum Offizier der Jägertruppe ausgebildet.
Nach verschiedenen Verwendungen absolvierte er von 1981 bis 1983 die 24. Generalstabsausbildung (H) an der Führungsakademie der Bundeswehr (FüAkBw) in Hamburg. Im Anschluss wurde er als G2 Ops bzw. G3 Ops zum I. Korps nach Münster versetzt. Von 1986 bis 1989 war er Stellvertretender Verteidigungsattaché an der Deutschen Botschaft London. 1989 wurde er Kommandeur des Panzergrenadierbataillons 223 in München. 1991/92 war er Referent in der Stabsabteilung Militärpolitik und Rüstungskontrolle im Bundesministerium der Verteidigung (BMVg) in Bonn. 1993/94 wechselte er in die Abteilung für Außen- und Sicherheitspolitik ins Bundeskanzleramt nach Bonn. 1995/96 wurde er als G3 in der Plans & Policy Division im Internationalen Militärstab (IMS) der NATO in Brüssel verwendet. 1996 wurde er Chef des Persönlichen Stabes des Oberbefehlshabers der Alliierten Streitkräfte in Zentraleuropa in Brunssum. Von 2001 bis 2004 war er Kommandeur der Jägerbrigade 37 „Freistaat Sachsen“ in Frankenberg und in dieser Zeit (2001/02) auch Kommandeur Deutsches SFOR Kontingent und Deutsche Battle Group SFOR in Rajlovac.
Von 2004 bis 2008 war er Chef des Stabes des 1. Deutsch-Niederländischen Korps in Münster. 2008 wurde er Leiter des Arbeitsbereichs Militärpolitik und Vertreter des Deutschen Militärischen Vertreters im EU-Militärausschuss in Brüssel. 2011/12 war er Chef des Stabes im Heeresamt (HA) in Köln. Von 2013 bis 2015 war er Vizepräsident der Bundesakademie für Sicherheitspolitik (BAKS) in Berlin.
Er ist Mitglied des Beirates der Clausewitz-Gesellschaft.
Staigis ist verheiratet und Vater eines Sohnes.